# Rio Una (vattendrag i Brasilien, Pernambuco)
Rio Una är ett vattendrag i Brasilien.   Det ligger i delstaten Pernambuco, i den östra delen av landet, 1 600 km nordost om huvudstaden Brasília.
Omgivningarna runt Rio Una är en mosaik av jordbruksmark och naturlig växtlighet. Runt Rio Una är det ganska glesbefolkat, med 32 invånare per kvadratkilometer.